# 張𦐣
張𦐣（1488年—？），字震之，四川潼川州人，民籍，明朝政治人物。

## 生平
四川鄉試第四名舉人，正德六年（1511年）中式辛未科會試第三百二十九名，二甲第二十三名進士。

## 家族
曾祖張忠；祖父張文繡；父張伯璣，母吳氏；繼母龔氏。具慶下。妻何氏。兄張羾、張𦐥、張翀、張翴。